# Sierlijke zakdrager
De sierlijke zakdrager (Proutia betulina) is een vlinder uit de familie van de zakjesdragers (Psychidae). De wetenschappelijke naam van de soort is, als Psyche betulina, gepubliceerd in 1839 door Philipp Christoph Zeller. De combinatie in Proutia werd gemaakt in 1899 door James William Tutt.
De soort komt voor in Europa.

## Type
- lectotype: "male. genitalia slide no 3318"
- instituut: BMNH, Londen, Engeland
- typelocatie: "Poland, Glogów"

Het lectotype is vastgelegd door Suomalainen, 1990: 229.

## Synoniemen
- Psyche salicolella Bruand, 1853
  - typelocatie: "France"
- Psyche roboricolella Bruand, 1853
- Psyche anicanella Bruand, 1853
  - typelocatie: "France"
- Psyche eppingella Tutt, 1900 (gesynonimiseerd door Hättenschwiler, 1978: 319)
  - typelocatie: "United Kingdom, Essex, Epping Forest"
  - holotype: "genitalia slide no 8752"
  - instituut: BMNH, Londen, Engeland
- Fumea rouasti Heylaerts, 1879 (gesynonymiseerd door Sauter & Hättenschwiler, 1991: 79)
  - typelocatie: "Ala Tau, Turkestanica Rossica"
  - syntypes: RMNH, Leiden, Nederland.